# Heinrich Snopek
Heinrich Snopek (tschechisch Jindřich Snopek, * 1651 in Baurowitz (Bavorovice), Budweiser Kreis; † 18. Juli 1709 in Sedlec bei Kuttenberg) war ein böhmischer Zisterzienser und Abt des Klosters Sedletz.

## Leben
Heinrich Snopeks Eltern waren der Landwirt Georg Snopek und dessen Frau Dorothea. Nach Abschluss des Jesuitenkollegs in Böhmisch Krumau trat er in das Zisterzienserkloster Goldenkron ein. Danach studierte er Philosophie und Theologie an der Prager Karls-Universität. Nach der Priesterweihe war er Prior des Klosters Goldenkron und von 1682 bis 1685 Superior des Bernhardskollegs in Prag. Am 3./13. September 1685 wurde er zum Abt des Klosters Sedletz gewählt. Während seiner Amtszeit wurde die neue Klosterkirche Mariä Himmelfahrt errichtet, deren Fertigstellung er nicht mehr erlebte. Sie wurde erst am 25. Mai 1714 unter seinem Nachfolger Bonifatius Blahna geweiht.